# John Hanning Speke
Pour les articles homonymes, voir Speke (homonymie).
John Hanning Speke (Bideford, 4 mai 1827 - Corsham, 15 septembre 1864) est un explorateur britannique de l'Afrique de l'Est.
Il a été officier de l'armée britannique en Inde et a effectué trois voyages d'exploration en Afrique.

## Biographie

### Jeunesse
Né le 4 mai 1827 à Bideford dans le comté de Devon, Speke intègre l’armée britannique en Inde, à l’âge de 17 ans. Il sert alors dans le Punjab, puis parcourt l’Himalaya et voyage au Tibet.
En avril 1855, il se joint à l’expédition de Sir Richard Francis Burton qui tente d’explorer la Somalie. Le voyage est toutefois de courte durée. Blessé lors d’une attaque, Speke est rapatrié. Il se porte alors volontaire pour la guerre de Crimée et commande un régiment turc durant la guerre.

### Les sources du Nil

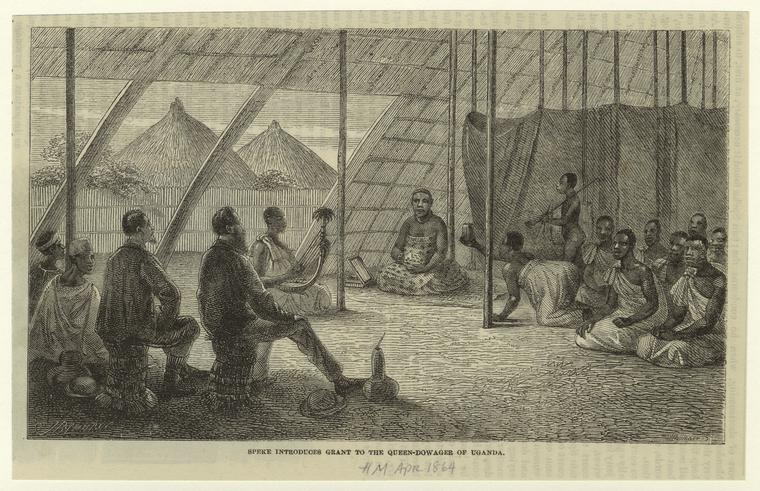
Speke présentant Grant à la reine-douairière d'Ouganda

Au milieu du XIXe siècle, les explorateurs s’affrontent pour trouver les sources du Nil. Ces énigmes géographiques échauffent les imaginations, tant sur le plan scientifique que commercial. À cette époque, le Nil est navigable jusqu’à Gondokoro (au nord de l’Ouganda). Au-delà, la région ne peut être visitée qu’à pied, en traversant de vastes régions où les trafiquants d’esclaves et autres bandits règnent en maîtres. L’idée est donc de voir le problème sous un autre angle, soit de percer le mystère depuis l’Afrique centrale. C’est dans ce contexte qu’en décembre 1856, Burton réinvite Speke à participer à sa future expédition. Après une longue préparation, Richard Francis Burton et John Speke débarquent à Zanzibar en 1857. Avec l'aide de  Sidi Mubarak Bombay, ils explorent l’Afrique de l’Est pendant 6 mois et découvrent le lac Tanganyika en février 1858. Dès lors, la partie de l'ouest a été baptisé la baie Burton, actuelle ville de Baraka. Le voyage a été extrêmement difficile. Burton est partiellement paralysé. Speke est momentanément aveugle. Les deux hommes sont également en conflit. Une haine farouche qui ne les quitte plus commence à naître. Leurs journaux de bord en témoignent.

### La découverte du lac Victoria

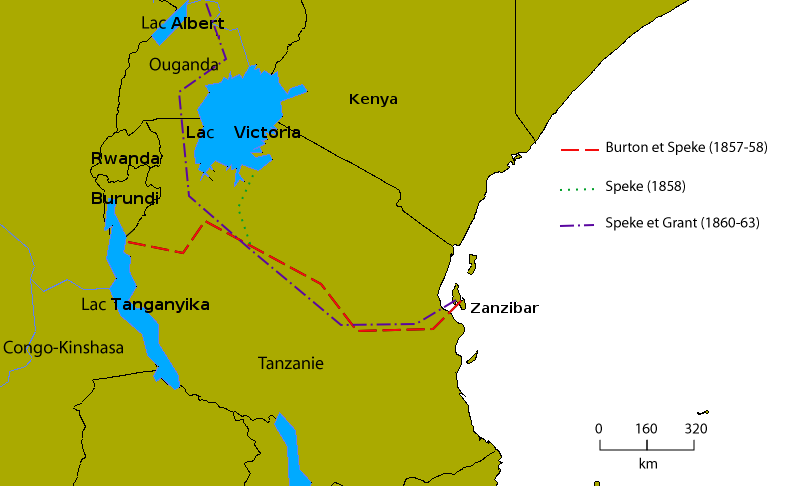
Explorations de Speke

Burton entend explorer la pointe nord du Tanganyika, mais Speke n'en voit pas l'utilité ; l’altitude du lac est trop faible pour que ses eaux se jettent dans la mer. Burton étant alité, Speke en profite pour partir seul et découvre un autre lac qu’il nomme Victoria, en l’honneur de la reine. Persuadé d’avoir trouvé la source du Nil, il court en faire part à Burton qui demeure plus que sceptique. Speke est convaincu et rentre précipitamment en Angleterre annoncer sa découverte. Burton rentre à son tour, furieux. Une controverse s’engage.

### Le grand débat

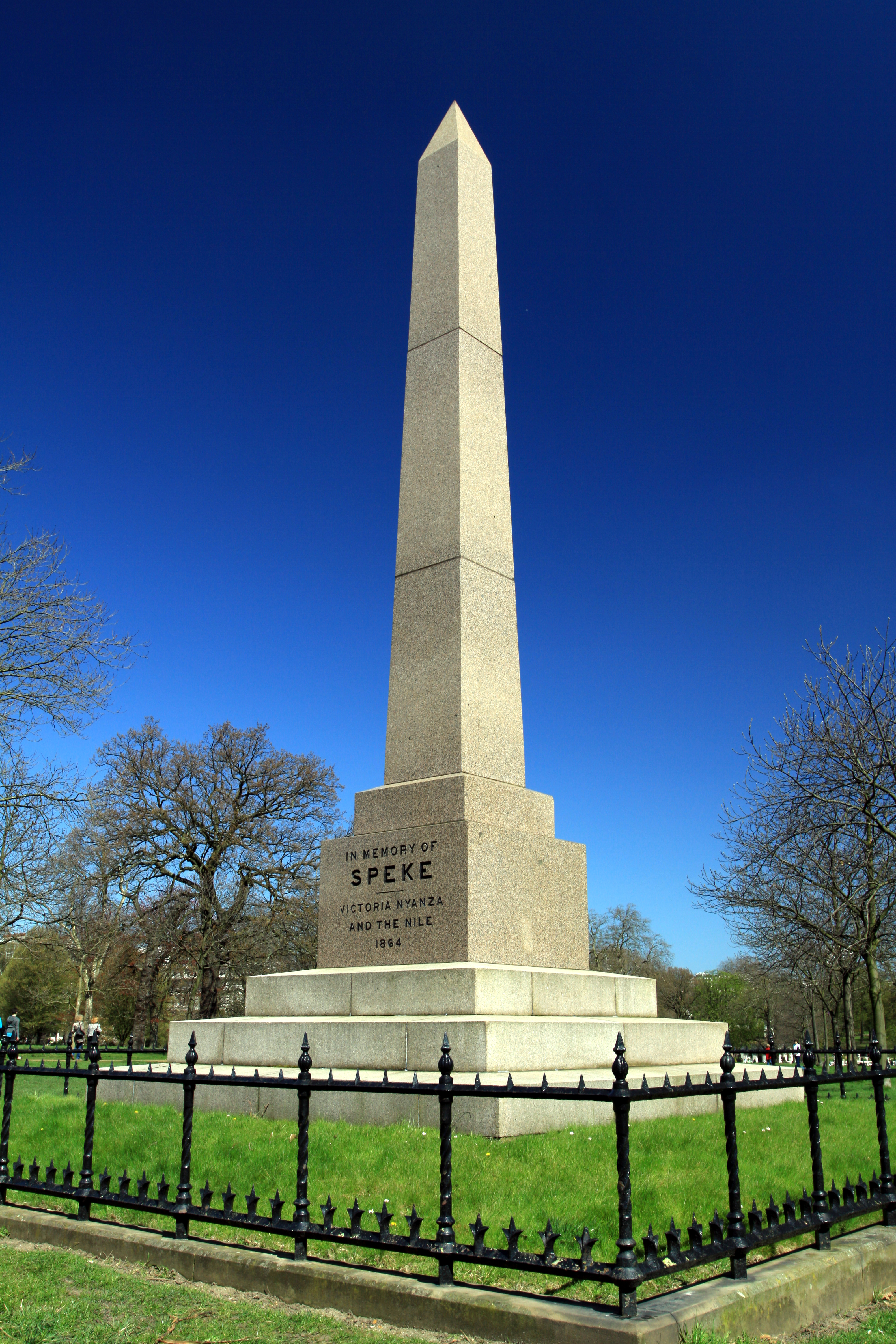
L'obélisque à la mémoire de Speke aux Kensington Gardens de Londres.

La Royal Geographical Society, qui a financé l’expédition, soutient Speke. Une nouvelle expédition s’organise en 1860 pour mettre un terme à la polémique. Le capitaine James Augustus Grant et  Sidi Mubarak Bombay accompagnent Speke.
Ils atteignent Kazeh le 24 janvier 1861. L’expédition connait de nombreuses péripéties. Speke est fait prisonnier par le roi d’une tribu locale et n'est relâché que bien plus tard. Cette absence de nouvelles inquiète Londres. Samuel Baker, un explorateur qui tient plus de l'aventurier fortuné, est envoyé en mission. Si celui-ci ne rencontre Speke qu’en 1863 à Gondokoro, il a toutefois l’occasion de laisser son empreinte dans l'histoire, en découvrant le lac Albert.
Speke poursuit inlassablement sa quête à travers l’Afrique. Et le 24 juillet 1862, il atteint enfin le Nil, puis les chutes de Ripon où le fleuve sort du Victoria Nyanza.
Il télégraphie à Londres le fruit de sa découverte. La nouvelle fait sensation. Le retour de Speke est triomphal. Il publie aussitôt le Journal of the Discovery of the Source of the Nile (1863).
Les détracteurs de Speke, menés par Burton, ne tardent toutefois pas à semer le trouble. On exige un débat public. Malheureusement, Speke se tue lors d’un accident de chasse, près de Bath, juste avant que n’ait lieu l’événement. Certains de ses adversaires prétendent que l’explorateur, n’ayant pas le courage de défendre sa thèse, aurait mis fin à ses jours.
Un  obélisque à sa mémoire est érigé dans les jardins de Kensington, à Londres.

### Le personnage fictif
- L'explorateur Stanford, personnage de la série de bandes dessinées D, d'Ayroles, Maïorana et Leprévost, est inspiré de Speke.

## Filmographie
- Aux sources du Nil, film sorti en 1990.

## Botanique
Une abréviation standard est attribuée à John Speke. Des herbiers réalisés lors d'explorations étaient sous sa responsabilité. Il n'en était pas l'auteur.